# Karl Koch (Hacker)

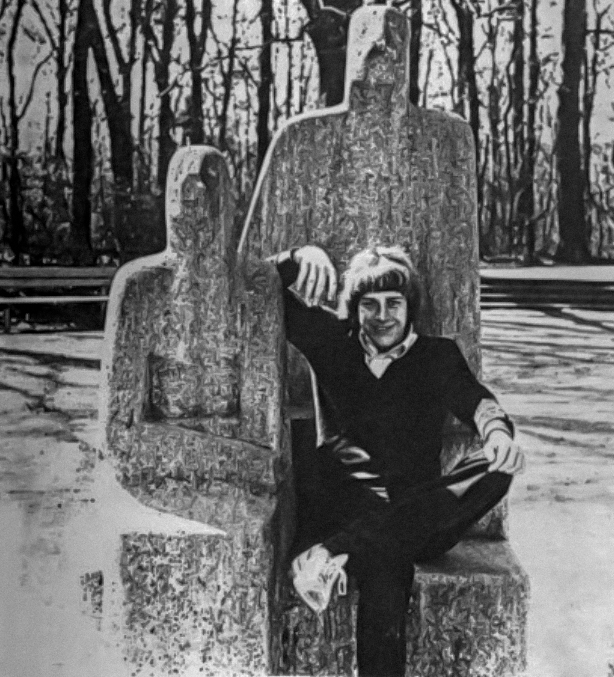
Karl Koch (Hildesheim, 1985)

Karl Werner Lothar Koch, auch bekannt unter seinem Pseudonym hagbard (* 22. Juli 1965 in Hannover; † 23. oder 24. Mai 1989 in Ohof), war ein deutscher Hacker.

## Familie und Jugend
Koch wuchs unter schwierigen Umständen auf. Seine Mutter starb 1976 an Krebs, sein Vater hatte Alkoholprobleme. Koch besuchte die Comeniusschule Hannover und absolvierte die Oberstufe der IGS Roderbruch Hannover, engagierte sich im Landesschülerrat und interessierte sich in seiner Freizeit für Astronomie.
1979 schenkte Karls Vater ihm das Buch Der goldene Apfel, den zweiten Band der Romantrilogie Illuminatus! der Autoren Robert Shea und Robert Anton Wilson, das sehr starken Einfluss auf ihn hatte. Aus seinen Einnahmen als Mitglied des Landesschülerrats kaufte er sich nach eigenen Angaben 1982 seinen ersten Computer.
Im August 1984 starb auch sein Vater an Krebs. In der Folgezeit kam Koch mit Kokain in Berührung, dessen Konsum er von Jahr zu Jahr steigerte. Im Februar 1987 brach er deswegen einen Urlaub in Spanien ab und ließ sich zu einer Entziehungskur in die Psychiatrische Klinik in Aachen einweisen. Er verließ die Klinik wieder im Mai 1987.

## Hackerkarriere
Nach dem Krebstod seines Vaters hatte Koch 240.000 DM geerbt, von denen er die Hälfte seinen Schwestern überließ. Von seinem Anteil des Erbes mietete er 1984 eine eigene Wohnung in Hannover und kaufte sich unter anderem einen Atari ST. 1985 gründete er mit anderen Hackern zuerst den Computer-Stammtisch im Café Filmore in der Lister Meile der Hannoveraner Oststadt, woraus sich unter dem Namen Leitstelle511 der lokale Ableger des Chaos Computer Club entwickelte, der bis heute existiert.
Koch benutzte in den Datennetzen das Pseudonym „hagbard“, in Anlehnung an Hagbard Celine, den Protagonisten der Illuminatus!-Romantrilogie. Auch seinen Computer hatte er nach dem der Romantrilogie „FUCKUP“ (First Universal Cybernetic-Kinetic Ultra-Micro Programmer) benannt. Koch war davon überzeugt, dass es die Illuminaten, wie sie in Illuminatus! beschrieben wurden, tatsächlich gibt, und versuchte, wie der Protagonist der Bücher, diese mit seinen eigenen Mitteln, eben dem Hacken, zu bekämpfen.
Koch war ein überzeugter Anarchist, der seine Hacks auf Grund seiner Einstellung machte: „Wissen muss für jeden Menschen gleich zugänglich sein!“ Ab 1985 war Koch Mitglied der SPD.

## KGB-Hack
Bekannt wurde Koch durch den so genannten KGB-Hack, bei dem er mit den deutschen Hackern „dob“ (Dirk-Otto Brezinski), „pengo“ (Hans Heinrich Hübner) und „urmel“ (Markus Hess) zusammenarbeitete. Der Croupier Peter „Pedro“ Carl, der sich in notorischen Geldsorgen befand, sah in den Fähigkeiten der drei Hacker eine Möglichkeit zum Geldverdienen. Die Idee, ihre Entdeckungen auf den gehackten westlichen Computersystemen an das KGB zu verkaufen, stammte von ihm. Die Gruppe wurde 1986 durch den US-amerikanischen Astrophysiker Clifford Stoll, einen Systemadministrator an der Universität von Kalifornien in Berkeley, enttarnt, nachdem ihm aufgefallen war, dass bei einem Großrechner, für dessen Wartung er zuständig war, Kosten von 75 US-Cent für in Anspruch genommene Rechnerleistung angefallen waren, die keinem Abrechnungskonto zugeordnet werden konnten. Da dies nach Ausschluss eines Fehlers im Abrechnungsprogramm des Großrechners einen Hinweis auf einen unerlaubten Eindringling darstellte, ging er der Sache trotz des geringen Betrags nach und kam dadurch schließlich Koch auf die Spur. Stoll schrieb über diese Vorkommnisse das Buch Kuckucksei.

## Tod
In den Monaten vor seinem Tod arbeitete Koch als Fahrer für die Landesgeschäftsstelle der niedersächsischen CDU. Am 1. Juni 1989 wurde seine verkohlte Leiche in einem Wald bei Ohof im Landkreis Gifhorn gefunden, nachdem er bereits eine Woche vermisst worden war. Amtlich wurde als Todesursache Selbstverbrennung angegeben. Als mögliche Gründe werden Kochs lange emotionale Vereinnahmung durch die „Jagd auf Illuminaten“ und sein dauerhafter Drogenkonsum angenommen, die ihn Ende der 1980er Jahre immer weiter in psychische Probleme getrieben und auch Klinikaufenthalte zur Folge gehabt hatten. Vor allem in der Hackerszene halten sich Gerüchte, Koch sei – möglicherweise aus politischen Motiven oder infolge seiner Verwicklung ins kriminelle Milieu – ermordet worden. Die Todesumstände sind nicht vollständig aufgeklärt.
Nachdem die Geheimhaltungsfristen gefallen waren und Akten vom Verfassungsschutz und Verhörprotokolle des Bundeskriminalamts eingesehen werden konnten, ging der Journalist und ehemalige Polizeireporter Frank Plasberg mehr als 30 Jahre nach Kochs Tod auf Spurensuche und veröffentlichte die Dokumentation 23 – Der mysteriöse Tod eines Hackers mit dem Untertitel Ein neuer Blick auf die Geschichte.

## Rezeption
Der Spielfilm 23 – Nichts ist so wie es scheint von Hans-Christian Schmid aus dem Jahr 1998 zeichnet Kochs Leben und Wirken nach. Bei der Darstellung einiger Personen und Ereignisse weicht der Film – im Wesentlichen aus dramaturgischen Gründen – von den Tatsachen ab. Die Rolle Kochs spielte August Diehl, der dafür den Deutschen Filmpreis erhielt. Gemeinsam mit Michael Gutmann veröffentlichte Schmid im folgenden Jahr ein Buch mit einer Biographie Kochs.
Im Februar 2016 wurde im Jungen Schauspiel Hannover eine Theateradaption des Films unter dem gleichen Titel und der Regie Christopher Rüpings uraufgeführt.